# N'Gattadolikro
N'Gattadolikro É uma aldeia no centro da Costa do Marfim. Está na sub-prefeitura de Tiébissou, Departamento de Tiébissou, região de Bélier, distrito de Lacs.
N'Gattadolikro foi uma comuna até março de 2012, quando se tornou uma das 1126 comunas do país que foram abolidas.